# Громовержці
«Громовержці» (англ. Thunderbolts) — вигадана команда з коміксів видавництва Marvel Comics, в яку в різний час входили як  герої, так і  лиходії. Вперше команда дебютувала в коміксі  The Incredible Hulk # 449 в 1997.

## Історія команди
Вперше люди дізналися про громовержців, коли Месники, Фантастична четвірка і Люди Ікс вирушили на битву з божевільним суперлиходієм на прізвисько Натиск. У той момент старий ворог  Капітана Америки, Барон Земо, придумав черговий підступний план — зібрав колишніх учасників команди Повелителі Зла і запропонував їм видати себе за супергероїв. Громовержці повинні були завоювати суспільне визнання, отримати підтримку від організації Щ.И.Т. та й інших урядових організацій, а у вирішальний момент відкрити справжнє обличчя і завдати смертельного удару по країні. Щоб нова команда викликала менше підозр, Земо прийняв туди молоду героїню на прізвисько Спалах. Дівчина не знала справжніх намірів лиходія і вірила в громовержця. Чого Земо передбачити не зміг — так це вплив, який Спалах справила на своїх нових друзів. Коли прийшла черга грандіозного фіналу, вони просто відмовилися коритися Земо, і більше того, об'єдналися з  Залізною людиною і перемогли лиходія.
Проте Щ.И.Т. спробував заарештувати громовержця, і героям довелося піти у бігу. З тих пір, ховаючись від влади, нові громовержця повинні були довести світові, що вони справжні герої. Допомога прийшла з несподіваного боку — після розпаду Месників до команди приєднався Соколине око, добре знайомий з проблемою несправедливих звинувачень. І незабаром він став лідером громовержця. Йому навіть вдалося вмовити Жука, якого розшукували за вбивство, добровільно здатися владі, тим самим покращивши репутацію команди. Потім громовержці здобули переконливу перемогу над новими Повелителями Зла і облаштували базу в горі Чартеріз.
У команди були злети і падіння, Соколине око повернувся до Месникам, а громовержця знову очолив Барон Земо, приходили нові учасники, а старі покидали команду. Перелом настав з прийняттям Акту про реєстрацію супергероїв. Уряд звернувся до громовержця з пропозицією зібрати армію суперзлодеев, яка схилила б чашу терезів на користь Залізної людини. Так в команду потрапили, напевно, одні з найнебезпечніших злочинців світу — Мішень, Веном і Леді Смертельний Удар. Цим «новим» громовержця в кров вживлення спеціальні нанороботи, контрольовані Щ.И.Том, — у разі непокори лиходій отримає потужний електричний розряд. Колишній лідер команди Барон Земо відмовився брати участь у Громадянській війні, тому громовержця очолив Норман Озборн.
За допомогою громовержця, Норман зібрав команду Темних месників, в якій суперзлодії діяли під виглядом героїв. Деякі з них раніше були членами громовержців. Мішень став Соколиним оком, а Веном — Людиною-Павуком.

## Учасники
За весь час існування команди в неї входили такі відомі злочинці, як Барон Земо, Співоча птиця, Фіксер, Джаггернаут, Норман Озборн, Місячний Камінь, Мішень, Радіоактивна людина, Мак Гарган, Наглядач та багато інших.
В команду також входили і злочинці, які пізніше стали на шлях виправлення. Серед них: Соколине око, Жук і Атлас. В даний час до складу команди також входить колишній найманий супергерой Люк Кейдж.

### Засновники команди
- Жук
- Атлас
- Місячний Камінь
- Фіксер
- Співоча птиця

### Інші члени
- Барон Земо
- Джаггернаут
- Зелений гоблін
- Люк Кейдж
- Мішень
- Радіоактивна людина
- Мак Гарган
- Соколине око
- Чорна вдова

### Сучасний склад
- Люк Кейдж
- Сатана
- Привид
- Джаггернаут
- Огида
- Місячний камінь
- Жук
- Фіксер
- Співоча птиця

### Склад з другого тому
- Таддеус Росс (Червоний Халк)
- Каратель
- Дедпул
- Електра
- Веном (Флеш Томпсон)
- Примарний вершник